# Catedral de São Tiago e São Cristóvão
A Catedral de São Tiago e São Cristóvão (em grego:  Καθεδρικός Ναός Αγίου Χριστοφόρου και Ιακώβου) é a sede da Arquidiocese Católica Romana de Corfu, Zante e Cefalônia, na Grécia.
A antiga catedral fica na antiga fortaleza de Corfu e era dedicada aos apóstolos Pedro e Paulo . Este templo foi um dos monumentos mais antigos da antiga fortaleza e foi originalmente uma catedral ortodoxa, que desde o século XIII até ao século XVII foi a catedral católica da cidade. Originalmente a igreja foi uma basílica e junto dela havia uma capela dedicada a Santo Arsénio, primeiro bispo de Corfu (876-952) que veio de Bitinia, na Judeia. O templo foi destruído em 1718 por um incêndio causado por uma explosão de pólvora e em seu lugar foi construído um templo mais pequeno que já não pertence à diocese católica. A Igreja Ortodoxa Grega também construiu uma pequena capela dentro da fortaleza dedicada a Santo Arsénio. Hoje em dia não há vestígios destes templos.
Em 31 de dezembro de 1533 o Arcebispo Jacobus Cocco consagrou o templo. Na noite de 13 de setembro de 1943, com o bombardeamento alemão, o exterior da igreja ficou destruído.

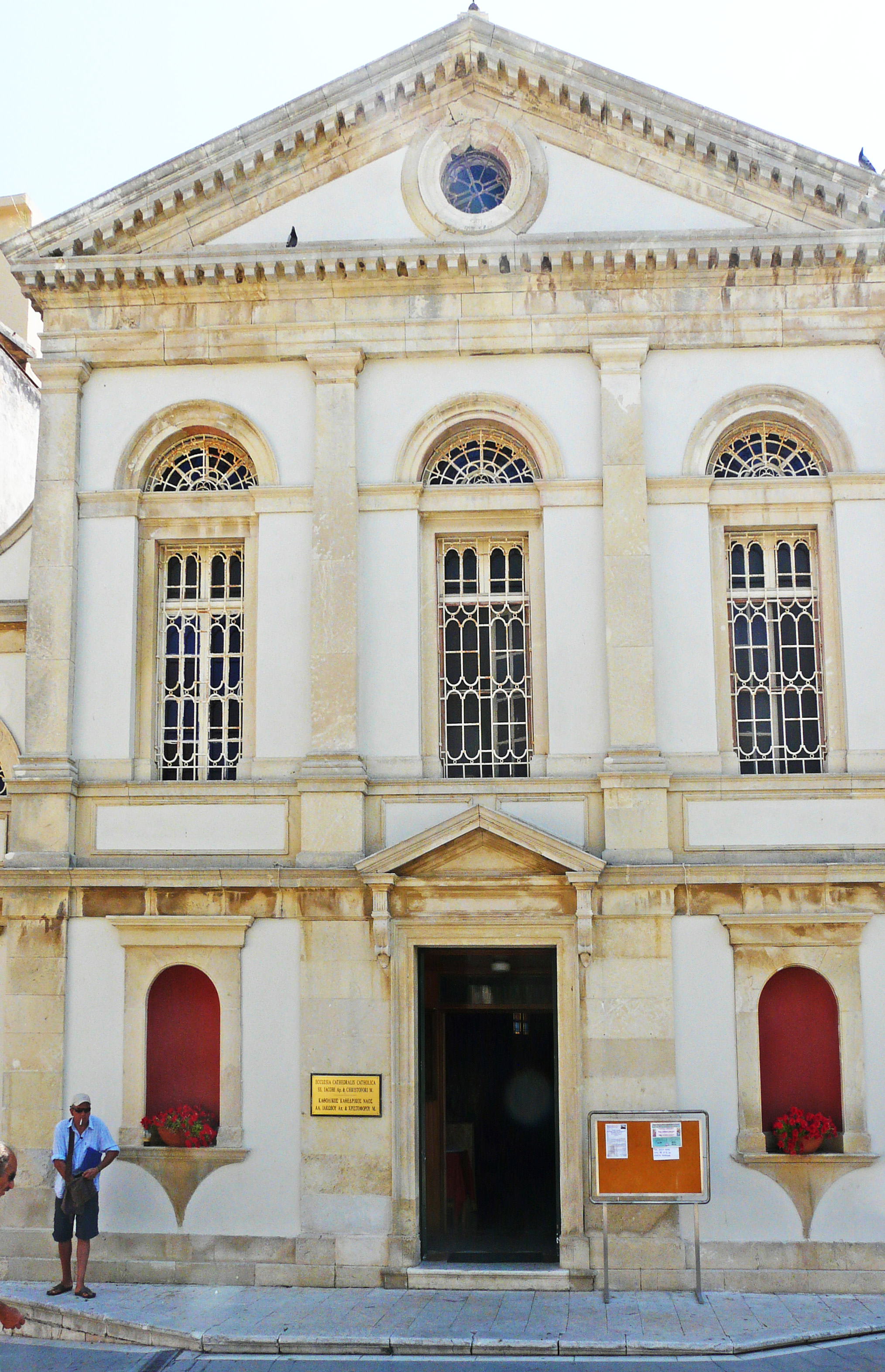
Fachada principal